# Danska trupper i det spanska tronföljdskriget
Danska trupper i det spanska tronföljdskriget deltog som allierade kontingenter till Habsburgska monarkin samt till Republiken Förenade Nederländerna och England. I kejserlig tjänst stred de under Eugen av Savojen i norra Italien, bland annat i slaget vid Luzzara. Senare deltog de i kampen mot det ungerska upproret. I Bayern och i Flandern kämpade de under Marlborough vid Blenheim, Ramillies och Malplaquet.

## Bakgrund
Danmark hade deltagit i de angrepp på Sverige som utlöste det Stora nordiska kriget, men sedan en svensk armé landstigit på Själland hade landet tvingats till fred. 1701 bestod den danska armén av cirka 35 000 huvudsakligen värvade soldater, till två-tredjedelar tyskar. Underhållet av denna armé var en stor börda för den danska ekonomin. Kungen beslöt därför att ställa 20 000 soldater till de allierade makternas tjänst i det nyss utbrutna kriget mot Frankrike. Syftet var även att skapa politisk goodwill inför framtida konflikter med Sverige och Holstein-Gottorp.

## Danska trupper i kejserlig tjänst 1701-1709
Den kontingent som Danmark ställde till den Habsburgska monarkins tjänst befann sig 1701 i Kurfurstendömet Sachsen dit den sänts året före för att utgöra skyddstrupp för August den starkes arvland i enlighet med vad som överenskommit inför det Stora nordiska krigets utbrott. Med Danmarks utträde ut kriget fanns dessa trupper som uppgick till åttatusen man nu disponibla. Kungen lovade också ytterligare tvåtusen man. Därför värvades under 1703 ett kavalleriregemente och ett infanteriregemente på tysk botten. En mecklenburgsk bataljon i dansk tjänst överfördes också till de kejserliga. Som ersättning skulle Danmark inom sex år få den miljon riksdaler som kejsaren sedan 1674 var skyldig landet, samt ytterligare en miljon om en habsburgare kunde sättas upp på den spanska tronen (vilket dock aldrig hände).

### Italien

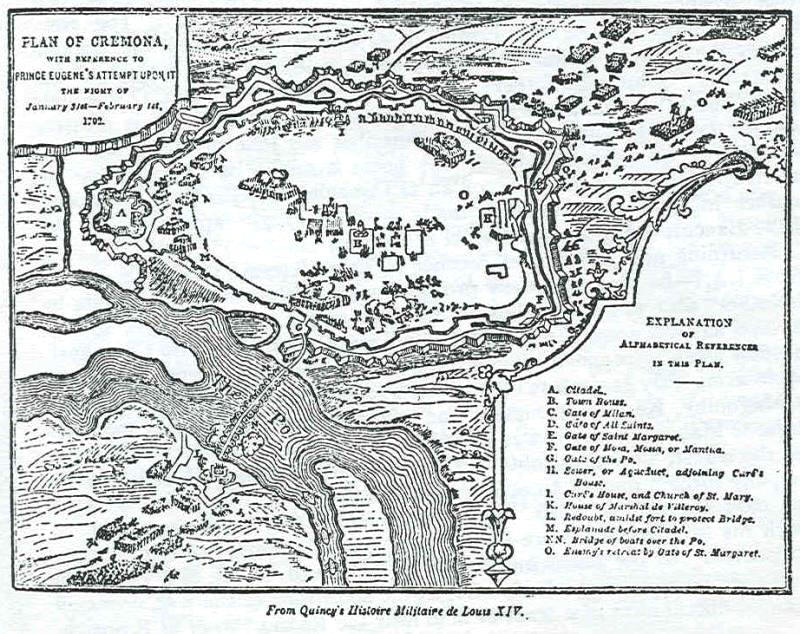
Samtida kartskiss som återger de viktigaste positionerna under slaget om Cremona.

Den danska kontingenten i kejserlig tjänst bestod  av två halvregementen dragoner och sju infanteribataljoner. Den stod under befäl av Ulrik Christian Gyldenløve med Christian Ditlev Reventlow som ställföreträdare. Kontingenten avmarscherade från Sachsen i september och marscherade genom Tyskland och grevskapet Tyrolen till Piacenza i norra Italien dit de ankom på nyårsaftonen 1701. Där förenades den med en kejserlig armé om trettiotusen man under Eugen av Savojen. När de danska förstärkningarna anlänt befallde Eugen att fästningen i Cremona skulle tas genom en kupp. Fästningen hade en fransk besättning om tolv bataljoner infanteri och tolv skvadroner kavalleri. Borgerskapet var kejserligt sinnade och gömde femhundra österrikiska grenadjärer som lyckats nästla sig in i staden. Femhundra danska soldater smög sig sedan natten till den 1 februari in i staden genom dess kloaker. I gryningen lyckades de soldater som tagit sig in i staden öppna dess portar för delar av den kejserliga armén som också besatte stadens öppna platser. Men andra delar av den kejserliga armén anlände aldrig i tid och fransmännen lyckades driva ut de kejserliga från staden. Den danska kontingenten deltog sedan i alla de följande striderna; belägringen av Mantua som Eugen tvingades avbryta vid ankomsten av en överlägsen fransk armé, det strax därefter inträffade överfallet på det kejserliga kavalleriets läger samt slaget vid Luzzara. Dessa strider och framförallt slaget vid Luzzara hade lett till mycket stora danska förluster och nu var endast hälften av den ursprungliga danska styrkan stridsduglig. I vinterkvarteren 1703 reorganiserades den därför till ett dragonregemente och tre infanteriregementen. På våren marscherade kontingenten genom Tyrolen till Linz där de 1703 uppställda kontingentsförbanden förenades med dem.

### Ungern

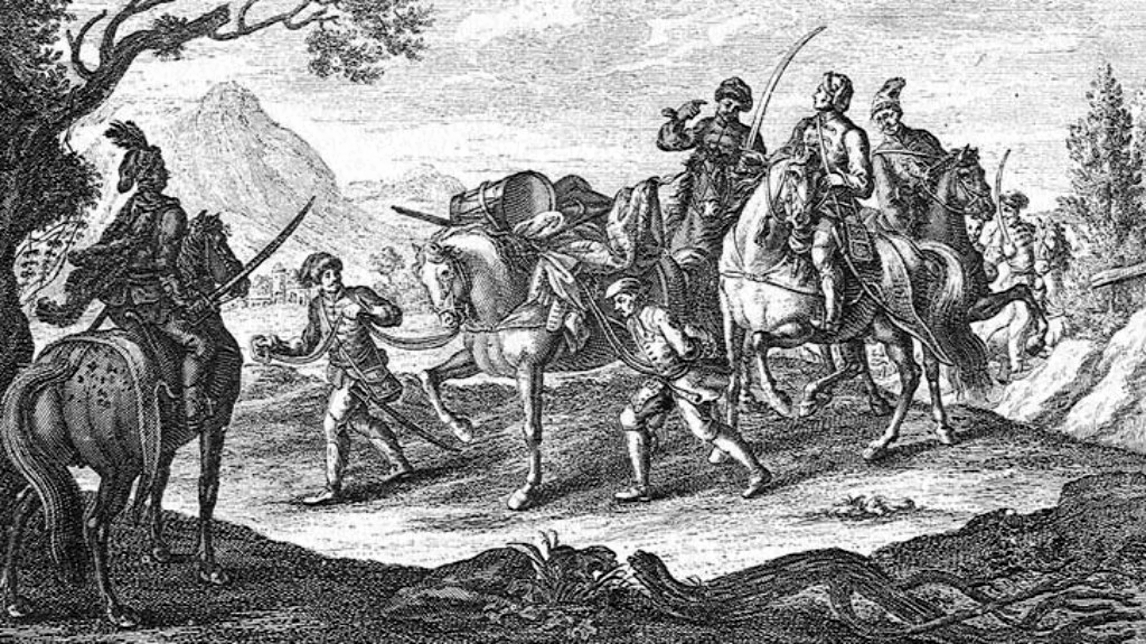
Kurucer - transsylvanska upprorsmän - bekämpades av den danska kontingenten i Ungern.

Den danska kontingenten som nu bestod av ett ryttarregemente, ett dragonregemente och fyra infanteriregementen förblev i Linz till våren 1704 då det avmarscherade till Ungern för att delta i kampen mot Rákóczys ungerska uppror. Vintern 1704-1705 tillbringades i kvarter i det fientliga Bayern där dess försörjning inte belastade den kejserliga skattkammaren. 1705 återvände kontingenten till Ungern och deltog i de fortsatta hårda striderna. Året därpå sjönk kontingentens stridsvärde betydligt då kejsaren inte längre hade råd att utbetala någon avlöning. Kungen av Danmark började därför förhandla om truppernas återgång till hemlandet. Efter långa förhandlingar tilläts detta också 1708 och sommaren 1709 avmarscherade den danska kontingenten från Ungern. Kungen som planerade att återuppta kriget med Sverige försåg kontingenten med rikliga värvningspengar så att den vid återkomsten till Danmark var i det närmaste fulltalig. Större delen av manskapet bestod nu av tyskar och ungrare.

### Sammansättning
| Regemente                | Storlek      | Reorganisation 1703              |
| ------------------------ | ------------ | -------------------------------- |
| 1ste Dragonregiment      | 6 kompanier  | Dragonregementet                 |
| 2det Dragonregiment      | 6 kompanier  | Dragonregementet                 |
| Dronningens regiment     | 1 bataljon   | Första regementet                |
| Prins Georges regiment   | 1 bataljon   | Första regementet                |
| Prins Kristians regiment | 1 bataljon   | Andra regementet                 |
| Prins Karls regiment     | 1 bataljon   | Andra regementet                 |
| Sjællandske regiment     | 1 bataljon   | Tredje regementet                |
| Jydske regiment          | 1 bataljon   | Tredje regementet                |
| Marineregiment           | 1 bataljon   | 1/3 till vardera nya regementena |
| -                        | 8 kompanier  | Ditmersens ryttarregemente       |
| -                        | 2 bataljoner | Endens infanteriregemente        |
| -                        | 1 bataljon   | Malzahns mecklenburgska bataljon |

- Källa: [5]

## Danska trupper i nederländsk och engelsk tjänst 1701-1714
Danmark ställde tolvtusen soldater till Republiken Förenade Nederländerna och Kungariket Englands tjänst. I gengäld erlade dessa stater till Danmark 540 000 riksdaler i värvningspengar, vidare betalade 300 000 riksdaler årligen till den danska statskassan så länge kriget varade. Alla tidigare penningkrav som de bägge länderna hade på Danmark avskrevs. Den danska kontingenten skulle avlönas och förplägas av de bägge makterna efter samma stat som den nederländska armén och lönen utbetalas genom danska kommissarier. Efter slutet på varje års fälttåg skulle kontingenten få samma värvningspengar som den nederländska armén för att ersätta lidna förluster. Skulle ett regemente eller ett kompani förintas, skulle chefen få nya värvningspengar för att kunna rekrytera ett nytt förband. Avtalet löpte på tio år. Var tolvtusen soldater inte nog skulle den danska kungen ställa ytterligare fyratusen till de bägge makternas förfogande. 1703 värvades ytterligare två regementen, ett dragon- och ett fotregemente, i de omyndiga hertigarnas av Württemberg-Oels namn. Men de värvades av Danmark och ingick i den danska kontingenten och när regementena efter krigets slut lades ned överfördes deras soldater till danska regementen.

### Blenheim

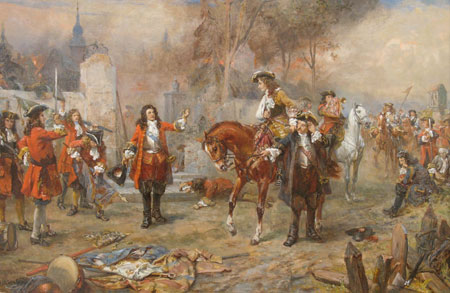
Eugen och Marlborough möts efter slaget vid Blenheim.

Den danska kontingenten stod under befäl av hertig Karl Rudolf av Würtemberg. Dess infanteri inskeppades i oktober 1701 i Glückstadt och landsattes i Nordholland. Kavalleriet gick i oktober över Elbe och marscherade därefter genom Hannover och Münster till Friesland och Brabant. Kontingenten hörde under de flesta fälttåg till de allierade arméer som stod i Flandern. Under fälttåget 1702 deltog den i stormningen av Liége och i det oavgjorda slaget vid Beverloo. Följande år anslöt sig de württemberg-oelska regementena till kontingenten och danskarna medverkade vid erövringarna av Huy och Limburg samt deltog i en del oavgjorda träffningar. 1704 avtågade Marlboroughs armé till södra Tyskland. Men hertig Karl vägrade att följa med innan Nederländerna betalt innestående löner och kostnaderna för vinterkvarteren. När saken var avgjord till danskarnas fördel i mitten av maj förlades man till södra Brabant där man förblev till slutet av juli. Då fick danskarna order om att förena sig med Marlborough vilken stod i det inre av det fientliga Bayern. Det var en marsch på 700 km. Kavalleriet marscherade direkt Nördlingen, fotfolket tog en längre väg och blev införlivad med Eugen av Savojens armé i Heidelberg. Bayern förhärjades svårt som straff för att dess kurfurste förenat sig med Ludvig XIV mot kejsaren. I augusti sammanstrålade Marlboroughs och Eugens arméer och vann tillsammans segern i slaget vid Blenheim. I detta slag stupade och sårades 2 300 man av den danska kontingenten.

### Ramillies

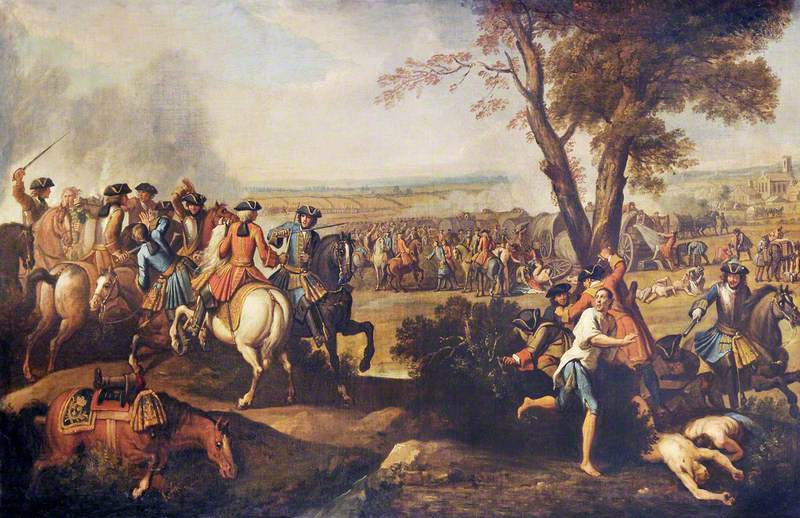
De franska trupperna förföljs efter slaget vid Ramillies.

Innan arméerna gick i vinterkvarter på hösten 1704 deltog den danska kontingenten under Marlboroughs befäl vid stormningarna av Trarbach vid Mosel och Saarburg vid Saar. Vinterkvarteret var mellan Mosel och Rhen. Under nästa år led de allierade arméerna av stor oenighet mellan de olika staternas befälhavare och inga offensiva operationer kunde genomföras. På våren 1706 vägrade hertig Karl åter att ställa den danska kontingenten till de allierades förfogande innan truppernas innestående krav på Nederländerna reglerats och det var först i slutet av maj som de danska trupperna förenades med huvudarmén under Marlborough. De gjorde sedan en betydande insats i slaget vid Ramillies och förlorade därvid 600 man och 800 hästar. Efter slaget belägrade och erövrade Marlboroughs armé Antwerpen, Ostende, Menen, Ath, Dendermonde och Oudenaarde. Sammanlagt förlorade den danska kontingenten under 1706 2 200 man och 1 300 hästar, men kunde under vintern snart nog återrekryteras till full styrka. 1707 var Marlboroughs armé på defensiven eftersom hälften av hans trupper överförts till Spanien och Tyskland.

### Oudenaarde och Malplaquet

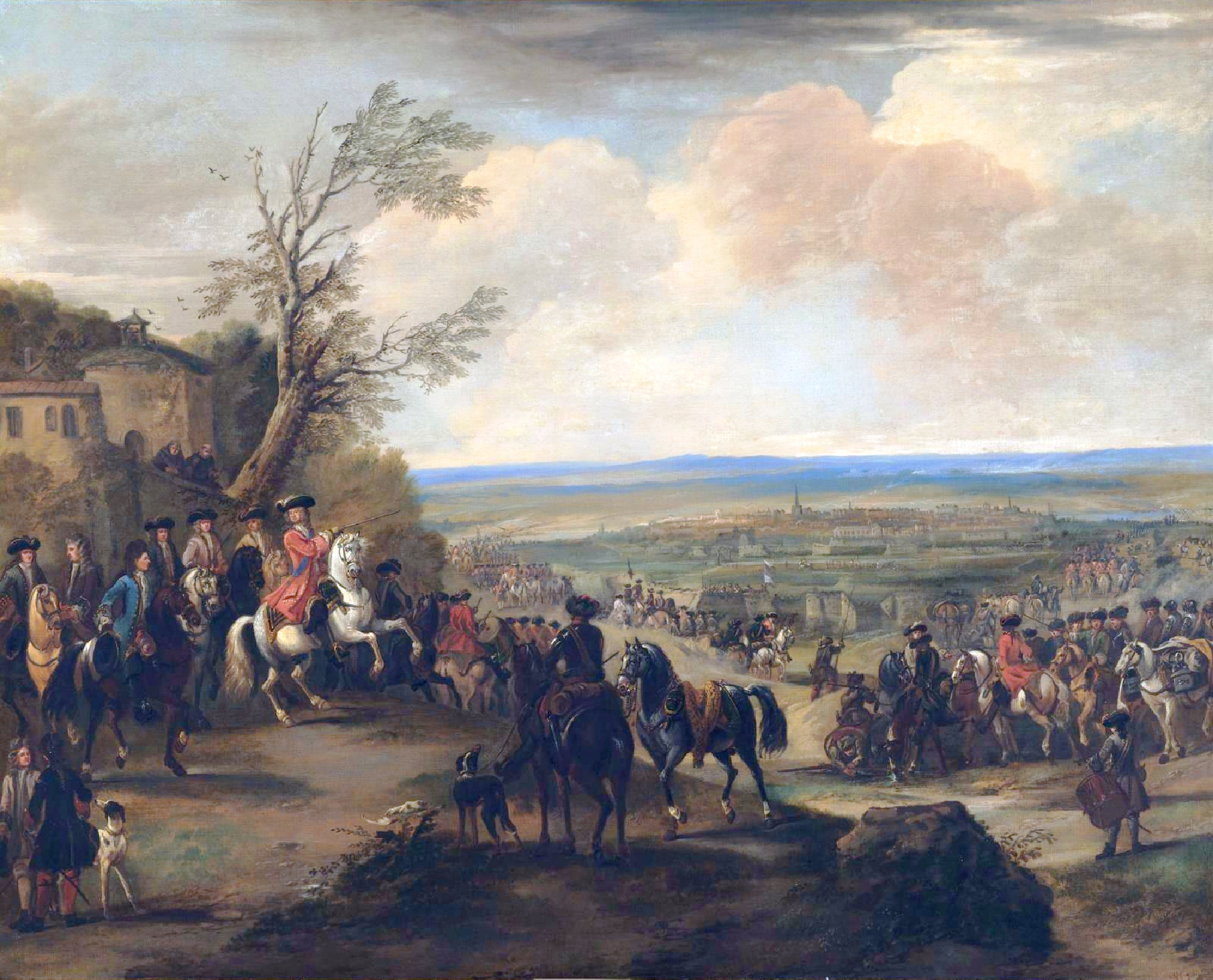
Slaget vid Oudenaarde.

1708 inföll fransmännen med en stor armé i Flandern och hotade även att landstiga i England. Eugen av Savojen kom till Marlboroughs undsättning med en kejserlig armé. I slaget vid Oudenaarde gjorde det danska kavalleriet under Jørgen Rantzau en betydande insats och tog tre franska bataljoner tillfånga. Efter segern belägrades och intogs Lille av de förenade arméerna. Fälttåget 1708 kostade den danska kontingenten 3 500 man, men man kunde återigen snart fylla leden. Denna gång med det stora antalet överlöpare och desertörer som begivit sig inom de allierade linjerna. Dock fattades ännu 1 600 fotsoldater. 1709 förblev de danska trupperna i vinterkvarter ända till juni innan Nederländerna betalt den miljon gulden som de var skyldiga kontingenten. Fälttåget 1709 började med erövring av Tournai och fortsatte med slaget vid Malplaquet, där danskarna förlorade 1 300 man. Marlborough hyllade Fynska regementet som det som mest utmärkt sig i detta slag. Segern gav de allierade tillfälle att erövra Mons innan årets slut. De två följande krigsåren bestod i Flandern huvudsakligen av belägringar. 1712 slöt Frankrike och Storbritannien fred och de brittiska trupperna återkallades. Britterna hade inte längre behov av den del av den danska kontingenten som de betalade, men Nederländerna övertog omedelbart det ekonomiska ansvaret. Men 1713 fick den "engelska" delen av kontingenten återvända till Danmark och året därpå de övriga.

### Sammansättning

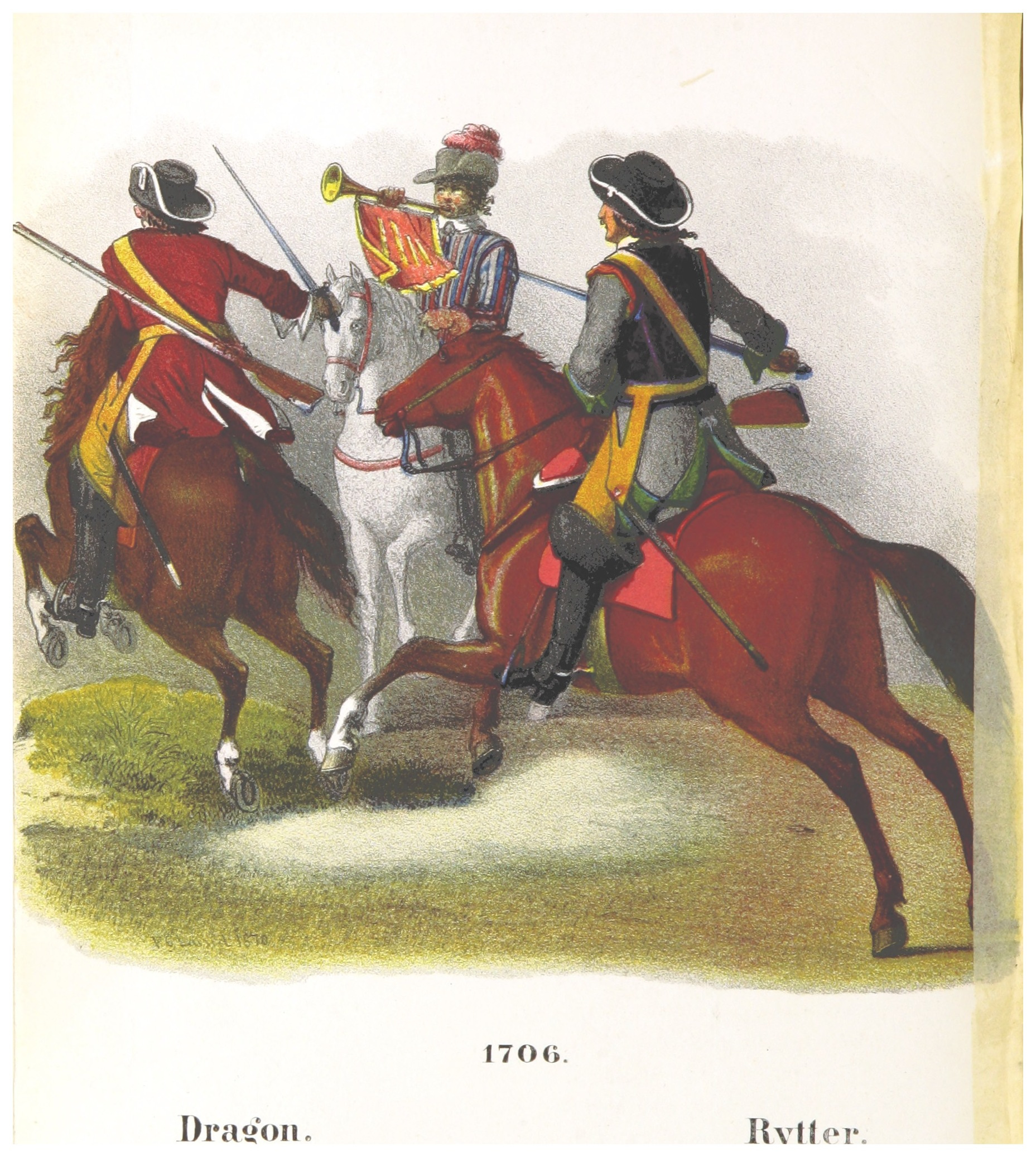
Dansk dragon (till vänster) och ryttare (till höger) 1706.

Den danska kontingenten i nederländsk och engelsk tjänst bestod av åtta ryttarregementet i två brigader. Varje regemente var indelat i två skvadroner, skvadronen i tre kompanier. Infanteriet bestod av nio bataljoner, varje bataljon av sju kompanier. Därtill kom de württemberg-oelska regementena 1703.  
| Värvat kavalleri    | Avlönade av   |
| ------------------- | ------------- |
| Livregimentet       | Nederländerna |
| Kyrasserregementet  | England       |
| Holstenske regiment | England       |

| Nationellt kavalleri       | Avlönade av   |
| -------------------------- | ------------- |
| Andet sjællandske regiment | Nederländerna |
| Andet jydske regiment      | England       |
| Tredje jydske regiment     | England       |
| Fjerde jydske regiment     | Nederländerna |
| Femte jydske regiment      | Nederländerna |

| Värvat infanteri       | Storlek      | Avlönade av   |
| ---------------------- | ------------ | ------------- |
| Garden                 | 1 bataljon   | Nederländerna |
| Prins Karls regiment   | 2 bataljoner | England       |
| Prins Georges regiment | 2 bataljoner | England       |
| Sjællandske regiment   | 2 bataljoner | Nederländerna |
| Fynske regiment        | 1 bataljon   | Nederländerna |
| Oldenburgske regiment  | 1 bataljon   | England       |

| Württemberg-Oels   | Avlönade av            |
| ------------------ | ---------------------- |
| Dragonregemente    | England, Nederländerna |
| Infanteriregemente | England, Nederländerna |

- Källa: [10]